# La Garita, San Luis Potosí
La Garita är en ort i Mexiko.   Den ligger i kommunen Axtla de Terrazas och delstaten San Luis Potosí, i den centrala delen av landet, 220 km norr om huvudstaden Mexico City. La Garita ligger 123 meter över havet och antalet invånare är 473.
Terrängen runt La Garita är huvudsakligen kuperad, men åt nordost är den platt. Runt La Garita är det tätbefolkat, med 427 invånare per kvadratkilometer. Närmaste större samhälle är Tamazunchale, 18,6 km sydost om La Garita. I omgivningarna runt La Garita växer huvudsakligen savannskog.